# NSB Skd 220
Die dieselhydraulischen Kleinlokomotiven der Baureihe Skd 220 wurden ab 1962 von Norges Statsbaner (deutsch Norwegische Staatsbahnen) in Norwegen eingesetzt. Die Lokomotive wurde für kleinere Transportaufgaben und zum Rangieren auf Anschlussbahnen und in den Bahnhöfen verwendet.

## Geschichte
Die Fahrzeuge der Baureihe Skd 220 wurden über die Zeit von 1962 bis 1972 von Levahn Mek. Verksted und NSB Verkstedet Kronstad gebaut und in drei verschiedenen Unterserien geliefert. Während die 220a und 220b eine gleichartige Grundkonstruktion besitzen, ist die 220c völlig anders gebaut. Alle Serien besitzen jedoch den gleichen Motor und das gleiche hydraulische Getriebe, so dass sie für die gleichen Aufgaben wechselseitig eingesetzt werden konnten.

### NSB Skd 220a
Die 19 zweiachsigen Lokomotiven haben ein mittig angebrachtes Führerhaus. Der Antrieb erfolgt mittels Kardanwellen. Als Getriebe wurden die von TwinDisk in Racine, Wisconsin, entwickelten hydraulischen Strömungsgetriebe zugeliefert.

### NSB Skd 220b
Zehn Fahrzeuge (sieben Neubauten und drei Umbauten aus der Baureihe 220a) waren für die Elektrowerkstätten der NSB bestimmt. Sie wurden dazu mit einem Revisionswagen gekuppelt, mit dem die Untersuchungen der Oberleitungen stattfanden. Dazu wurden sie mit einem Stromabnehmer zur Erdung der Oberleitung und zur Kontrolle der Fahrleitung ausgestattet.
Der Umbau und die Ausrüstung mit einem Stromabnehmer der 220a 164 und der 220a 165 erfolgte 1967, der der 220a 163 erst 1970. Die Lokomotiven behielten ihre Betriebsnummern.

### NSB Skd 220c
Von diesem Typ wurden 58 Stück in der Zeit von 1963 bis 1973 gebaut. Die ersten 14 Lokomotiven wurden von ‘‘Levahn Mek. Verksted‘‘ in Oslo ausgeliefert. Für den Rest lieferte Levahn die Radsätze an die NSB Verkstedet Kronstad in Bergen, wo die Lokomotiven montiert wurden. Dennoch wurden alle Lokomotiven der Serie 220c "Levahn-Traktoren" genannt. Die 220c ist wesentlich kürzer als die beiden anderen Typen. Sie besitzen einen Antrieb mit Blindwelle.
Einige der Lokomotiven wurden von Jernbaneverket übernommen und mit der Baureihenbezeichnung XSkd 220c versehen.

## Ausgewählte Einsätze
Ab Januar 1963 war 220b 122 in Narvik stationiert und im April mit einem Revisionswagen gekuppelt. Diese Einheit wurde der für die Bahnstrecke Narvik–Riksgränsen (Ofotbanen) zuständigen Elektroabteilung zugeteilt. 1981 wurden diese Prüfungen von dem neu angelieferten Revisiontriebwagen Lm 2 03 von Levahn übernommen.
Die erste Rangierlok im ARE terminalen (Arctic Rail Express) in Fagernes war 220c 207. Die Lok kam 1995 nach Narvik. Dies war die erste Rangierlok, die in Narvik vom Bahnhofspersonal bedient werden durfte, da dies bei allen anderen Lokomotivbaureihen bis zu diesem Zeitpunkt einem ausgebildeten Lokpersonal vorbehalten war. Die 220c war die schwächste Rangierlok des Terminals und wurde teilweise zusammen mit der Z67 628 eingesetzt. Die Lokomotive wurde 2012 von der schwedischen Gesellschaft Skandinaviska Jernbanor übernommen.

## Verbleib
- Die Lokomotiven der Bauart 220a wurden zwischen 1990 und 1997 ausgemustert, es ist die 220a 153 als Museumslok in Otta erhalten.[9] Außerdem existierte noch lange die 220a 162 bei Urskog–Hølandsbanen, die diese Lokomotive für Verschubarbeiten auf einem normalspurigen Gleisanschluss benötigt wurde. In verschiedenen Artikeln wird die Lok als 220b 162 bezeichnet, obwohl keine Aufnahmen mit einem Stromabnehmer existieren. 2009 stand die Lok ohne Bezeichnung außer Dienst in Sørumsand.[10]
- Die Lokomotiven der Bauart 220b wurden zwischen 1991 und 1999 ausgemustert, es ist kein Exemplar erhalten. Letztes Exemplar war die 220b 164. Sie wurde 1998 vom Norsk Jernbaneklubb übernommen und der Werkstattgruppe Trøndelag zugeteilt. Zuvor war sie bei der von der Elektroabteilung Trøndelag im Bahnhof Kvål im Einsatz. Die Lokomotive wurde im April 2010 verschrottet.[11]

- 220c 197 ist an der Haltestelle Figgjo der Bahnstrecke Ganddal–Ålgård[12] mit dem Personenwagen BF 19904 als Museumsfahrzeug ausgestellt.

- 220c 182 wurde 2001 vom Norsk Jernbaneklubb übernommen. Bei der Übernahme war das Fahrzeug gelb/rot lackiert. 2013 erfolgte eine Umlackierung in den rotbraunen Farbton, der bei NSB in den 1970er und 1980er Jahren verwendet wurde. Die Lokomotive ist auf der Krøderbane eingesetzt. Sie wird für Rangieraufgaben, als Arbeitszuglok und fallweise als Zuglok für Personenzüge verwendet.[13]

- Ein Großteil der Lokomotiven der Serie 220c ist bereits ausgemustert und verschrottet. Sichtmeldungen gab es von 220c 212, die am 23. März 2012 im NSB-Betriebswerk Sundland in Drammen im Einsatz war[14] sowie von 220c 206 am 30. Juni 2012 in Bergen.[15]

## CargoNet Skd 220
220c 184 und 220c 208 wurden 2002 von CargoNet übernommen. Sie behielten dabei ihr ursprünglichen Betriebsnummern.

## OBAS Skd 220
Die drei Lokomotiven 220c 176, 220c 203 und 220c 211 wurden am 1. März 2005 von der privaten Bahngesellschaft Ofotbanen AS gekauft. Die Gesellschaft ging 2009 in Konkurs. Der Verbleib der 220c 176 nach der Insolvenz der Gesellschaft ist unbekannt. Nach einer Abstellzeit erwarb die schwedische Gesellschaft Skandinaviska Jernbanor die beiden anderen Lokomotiven aus der Konkursmasse.

## SKJB Skd 220
Die schwedische Gesellschaft Skandinaviska Jernbanor erwarb 2012 die 220c 203 und 220c 211 sowie die im ARE terminalen eingesetzte 220c 207. Die Gesellschaft setzt die 211 in der Werkhalle des Unternehmens in Uddevalla und die 207 in Storlien ein. Die 203 wird von NTT Sverige AB in Göteborg, einer Wartungsfirma für Schienenfahrzeuge, verwendet. Die UIC-Nr. der Baureihe ist 98 74 2200 2XX-Y S-SKJB.